# Aes grave

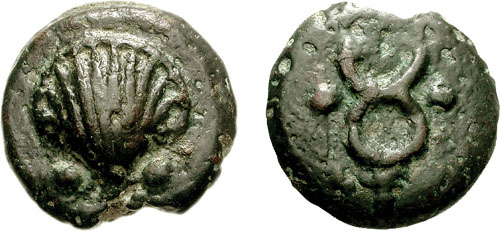
Aes grave: Sextans, etwa 289–245 v. Chr.

Als aes grave („altes Geld“; wörtlich „schweres Erz“ oder „schweres Geld“, von lateinisch aes ‚Erz, Kupfererz, Kupfer, Bronze, Geld, Bronzegeld, Kupfergeld‘) bezeichnen die römischen Schriftsteller das schwere Kupfer- bzw. Bronzegeld der frühen Römischen Republik.

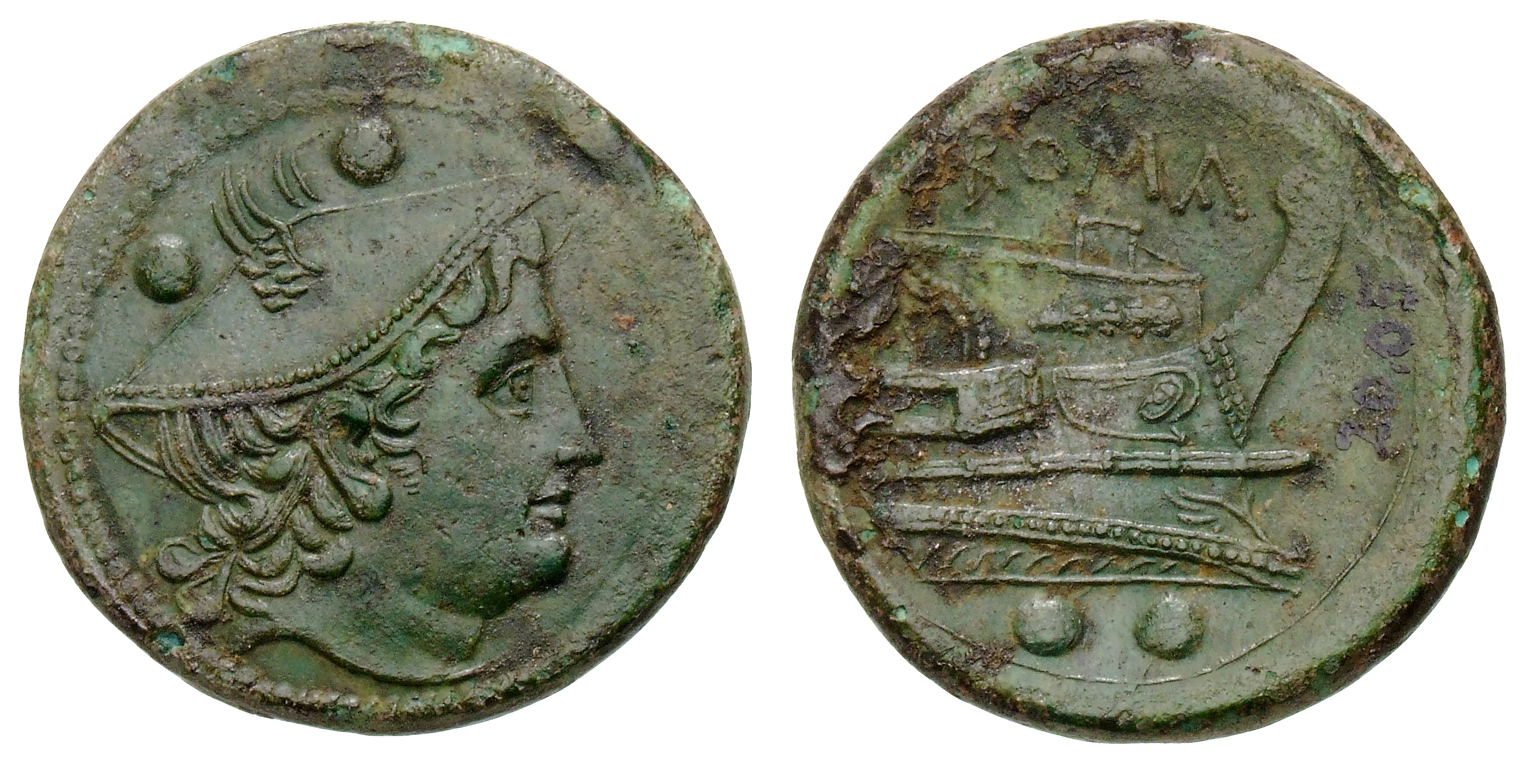
Aes grave: Sextans, 217–215 v. Chr., auf der Vorderseite Kopf des Gottes Mercurius, auf der Rückseite ein Schiffsbug (Prora)

Die Numismatik versteht darunter die runde nord- und mittelitalische gegossene As-Kupfermünzen-Serie des 4. und 3. Jahrhunderts v. Chr. Gemeinsames Kennzeichen dieser Münzen ist meist ein Wertzeichen, zum Beispiel beim As als Grundnominal die römische Eins (I) sowie Götterabbilder oder häufig auch die Prora. Das Normgewicht (Münzfuß) der Aes-grave-Münzen war anfänglich das römische Handelspfund (Libra) von umgerechnet 327,45 Gramm – später das um 2 Unzen reduzierte Gewicht von etwa 272 bis hin zum Uncialgewicht von etwa 10 bis 12 Gramm für ein Kupfer-As der Kaiserzeit. Die Wertstufen gingen vom As bis zur Uncia sowie zur seltenen Halb- und Viertelunze. Außerdem gab es auch mehrfache Asses.
In der numismatischen Literatur steht die ähnliche Bezeichnung Ae (Æ) allgemein für spätrömische (Follis-)Kupfer- bzw. Bronzemünzen, deren genaue Bezeichnung teilweise heute unbekannt ist. Die Bezeichnungen Ae 1 bis Ae 4 sind ungefähre Münzgrößenangaben in modernen Münzkatalogen (AE1 = 32–26 mm, AE2 = 25–21 mm, AE3 = 20–17 mm, AE4 = <17 mm).
Die Vorläufer des aes grave sind das aes rude (Bronzeklumpen) und das aes signatum (Bronzebarren mit Prägung).